# Девятный Спас
«Девятный Спас» — историко-приключенческий роман русского писателя Григория Чхартишвили (известного как Борис Акунин), опубликованный под псевдонимом Анатолий Брусникин, написанный в 2007 году. Роман повествует о приключениях троих друзей в России в эпоху царствования Софьи и Петра I.

## Автор
Анатолий Брусникин — автор-дебютант, и успех его дебюта, а равно оказанная ему издательством АСТ рекламная поддержка, вызвали в прессе подозрения в том, что писателя Брусникина не существует. По мнению обозревателей, за псевдонимом Анатолий Брусникин скрывался какой-то известный писатель, например, Борис Акунин. Так приводятся доводы, что «А. О. Брусникин» (в одном из интервью его назвали Анатолием Олеговичем) — это анаграмма известного имени: «Борис Акунин». Кто-то подметил, что инициалы А. Б. легко подойдут и Александру Бушкову.
В 2010 году вышел новый роман Анатолия Брусникина «Герой иного времени», действие которого происходит во время Кавказской войны в 40-е годы XIX века.
11 января 2012 года Борис Акунин в своём блоге в Живом Журнале подтвердил, что именно он является автором, скрывающимся под псевдонимом Анатолий Брусникин. Кроме того, он раскрыл, что является также и автором романов «Анны Борисовой».

## Сюжет
Дворянский сын Дмитрий Никитин, попович Алексей Леонтьев и крестьянин Илья — друзья с малолетства. Играя в лесу, они оказались случайно вовлечены в интригу государственной важности. На самом пике противостояния с молодым Петром, царевна Софья родила внебрачную дочку Василису. Её доверенный боярин Автоном Зеркалов, предчувствуя падение Софьи, похитил девочку, золотую казну и знаменитую икону «Девятный Спас», которую Софья собиралась предъявить как доказательство своей власти. Автоном надеялся таким образом попасть в фавориты к восходящему Петру. Однако дети, приняв его за разбойника, спасли девочку.
Судьба разлучила друзей. Алёша отправился в Москву учиться, однако вскоре бежал от домогательств наставника за границу с итальянским авантюристом и его любовницей. Дмитрий стал чашником в окружении Ивана Алексеевича, брата Петра. А Илья пропал, и все считали его погибшим. Во время очередных гонений на сторонников Софьи, Никитин попал в руки преображенцев, которые намеревались под пыткой вынудить его признаться в заговоре против царя. Какой-то иностранец, учитель фехтования, вызволил Митю и отвез к отцу. «Иностранцем» оказался Алёшка, который успешно продвигался при дворе нового царя. Алёша дал Мите рекомендательное письмо к казакам. Преображенцы захватили усадьбу Никитиных, отец Мити погиб, но он сам спасся на болотах: его, тонущего спас здоровенный мужик, передвигающийся в диковинном кресле на колесиках. В нём Митьша узнал Илейку: он уцепился за ящик с Девятным Спасом, а когда его течением реки вынесло к берегу, Бабинька его вытащила и выходила. Домой он не вернулся, остался жить со спасительницей. Илья после травмы потерял способность ходить, зато стал выдающимся мастером в механике.
Тем временем, внебрачная дочь Софьи Василиса подрастала в семье родственников Зеркалова, которым её когда-то подбросил Лёша. Однажды, убежав в лес, она подружилась с диковинным богатырем и механиком, который сделал для неё разные игрушки. Она встречалась и с Автономом, и с его сыном Петрушей, который был аутистом и подающим надежды художником. Автоном решил её убить, но Петруша предупредил Илью и Митьшу. Митьша на коне с копьем нагнал Яху с Василисой. Яха дико испугался и сбежал, а Василису Митьша привез к Илье.
Спустя много лет Дмитрий, повоевавший в рядах казаков, вернулся на Москву с посланием от гетмана Мазепы. Здесь он поступил в распоряжение главы преображенцев князя Ромодановского, и вместе с Алёшей расследует заговор против Петра. Шведы, с которыми царь ведёт войну, финансировали заговор старообрядцев и стрельцов, которые должны были совершить на Москве переворот. Стрелецкий подрывник собирался взорвать дом князя Ромодановского, после чего началось бы выступление. Митя, Алёша и оказавшийся теперь в Москве Илья раскрыли заговор. Зачинщики заговора схвачены, но Автоном Зеркалов, теперь доверенное лицо Ромодановского, узнал, что среди участников заговора — царевич Алексей Петрович. Автоном решил использовать ситуацию в своих целях. Он обманул троицу, заставив поверить, что нужно изобразить поддельный взрыв. На самом деле он хотел убить всех троих и поддержать заговорщиков, чтобы выслужиться перед царевичем, который в случае успеха станет царём, и даже выдать за нового царя удочерённую им Василису.
Троица срывает планы интригана и на этот раз. Автоному удаётся скрыть от Ромодановского участие в заговоре царевича, а также своё. Ромодановский винит Автонома всего лишь в халатности, за что ссылает его в Сибирь с сыном. Героям все труднее делить любимую ими Василису. Илья и Алексей уступают девушку Мите, но Василиса сама предпочитает художника Петрушу и отправляется за ним в Сибирь.

## Персонажи

### Автоном Львович Зеркалов
Стольник на службе у Софьи, сестры Петра I, затем доверенное лицо Ромодановского. Создатель и первый руководитель российской внешней разведки и контрразведки. Талантливый организатор. Умный и энергичный, но крайне подлый и циничный человек. Интригует с целью возвыситься, постоянно предаёт тех, кому служит. Его продуманные интриги дважды срывают Дмитрий, Алексей и Илья. В конце книги отправляется в ссылку в Сибирь.
На протяжении длительного времени был бесплоден, хотя очень хотел иметь детей и имел отношения со многими женщинами. Затем женился на 12-летней девочке, которая забеременела и родила ему сына Петрушу. Во время родов вынужден был убить жену, чтобы спасти ребёнка. Очень любит сына.

### Пётр Автономович Зеркалов (Петруша)
Сын Автонома Зеркалова. Ясновидящий и художник. В детстве был аутистом. После встречи с Василисой излечился от аутизма и стал способным художником. Спас Василису от Яхи, предупредив Илью и Дмитрия. «Вылечил» Илью от паралича. Не дал отцу убить Алексея. В конце книге отправлен в ссылку в Сибирь вместе с отцом.
Высказывалось предположение, что настоящим отцом Петра Зеркалова может быть Яков Срамнов.

### Яков (Яха) Срамнов (Срамной)
Боевой холоп Автонома Зеркалова. Циник и мизантроп, любит только Автонома Зеркалова и предан ему как собака. Карлик, ловок и силён физически.
Отец Якова Срамнова хотел утопить сына, когда понял, что тот не вырастет, однако, неся сына к проруби, встретил соседа, убедившего отдать мальчика в шуты. После этого Яков стал панически бояться воды (не моется, обходит лужи, не пьёт воду и всё, что её напоминает, прячется от дождя и т. д.) и её обитателей.
Любит спиртные напитки и много времени проводит в кабаке. В еде неприхотлив (способен питаться насекомыми и т. д.). Отлично владеет приёмами защиты и нападения, огнестрельным и холодным оружием. Хорошо знает человеческую анатомию, способен проводить непростые хирургические операции. Хорошо разбирается в психологии страха и пытках, способен «расколоть» любого человека. Ценим, но не любим, своим покровителем. Прозвище получил из-за несоразмерно большого, как у взрослого мужчины, «чресляного устройства». Педофил. Возможно, настоящий отец Петра Зеркалова. Были обнаружены некоторые параллели между Срамновым и Картофельным Эльфом, персонажем одноимённого рассказа Владимира Набокова.
После переезда Василисы в Московию известен как сержант Журавлёв (фамилию придумал Зеркалов из-за неуклюжести карлы на железных ногах, изготовленных для Яхи Ильёй).
В конце книги Яков Срамнов тонет в омуте.

### Василиса
Внебрачная дочь Софьи, сестры Петра I. После рождения похищена Автономом Зеркаловым, собиравшемся продемонстрировать девочку Петру I как живое свидетельство разврата матери. Спасена от Автонома Зеркалова Дмитрием, Алексеем и Ильёй. Алексей спас её от утопления и подкинул к родственникам Зеркалова, в имении которых она и росла. В раннем детстве познакомилась с Петром Зеркаловым, после чего тот исцелился от аутизма. Когда Василисе было 9 лет, Автоном Зеркалов приказал Яхе Срамнову её убить, но Дмитрий спас девушку от карлика. Несколько месяцев провела в летаргическом сне в избушке Ильи, затем найдена Ромодановским. Последний запретил Автоному Зеркалову убивать девочку, пригрозив в случае её смерти отобрать поместье. Вернулась в имение и некоторое время страдала от жестокого обращения управляющего, но сумела прекратить его издевательства, угрожая самоубийством. Влюбилась в Петра Зеркалова. В детстве любила отождествлять себя как с Василисой Прекрасной, так и с Василисой Премудрой. Дмитрий, Алексей и Илья полюбили её, но она предпочла отправиться в сибирскую ссылку с возлюбленным Петрушей.
Василиса обязана жизнью многим персонажам романа:
- Автоном Зеркалов убедил царевну Софью родить ребёнка.
- Царевна Софья — её мать.
- Алексей спас Василису в младенчестве (от падения в воду).
- Пётр Зеркалов косвенно спас ей жизнь: увидев, что общение с Василисой действует на сына благотворно, Автоном Зеркалов оставляет сына Петра жить в Сагдеевке.
- Пётр предупреждает Илью и Дмитрия о похищении Василисы Яхой.
- Дмитрий спас девятилетнюю Василису от изнасилования и убийства Яхой Срамновым.
- «Князь-кесарь» Ромодановский запретил Автоному Зеркалову убивать девочку.
- Илья ухаживал за Василисой, когда она находилась в летаргическом сне. Затем поймал девушку, когда её столкнул с балкона Пётр Зеркалов.

Сама Василиса, в свою очередь, подарила Дмитрию, Алексею и Илье три подарка, каждый из которых в критической ситуации спас жизнь своему обладателю.

### Дмитрий, Алексей и Илья
Друзья детства. Молочные братья (все трое выкормлены молоком матери Ильи). Родились и выросли в Аникеевке.
Дмитрий (Митьша) Никитин — барич. Стал придворным в окружении Ивана Алексеевича, брата Петра. Во время очередных гонений на сторонников Софьи, попал в руки преображенцев. Подвергнут пыткам. Спасён Алексеем, выдававшем себя за иностранца. Бежал к запорожским казакам, воевал вместе с ними, потом вернулся в Москву. Мать умерла родами, отец убит Яхой Срамным, спасая сына, бежавшего от преображенцев. Дмитрий благороден, крайне честен и слишком добр.
Алексей (Лёшка-блошка) — попович. Отдан в семинарию, бежал от сексуальных домогательств наставника. Обвинён им в краже креста, за что полагалось колесование. Бежал за границу с итальянским авантюристом и его любовницей. Умён, хитёр и изворотлив. Недостаток физической силы компенсирует ловкостью и выносливостью. Превосходный фехтовальщик. Выдавая себя за иностранца, вернулся на родину. Поэт; переводит на русский басню Лафонтена «Ворона и лисица».
Илья (Илейка, Ильша) — крестьянский сын. Упал в омут во время драки с Автономом Зеркаловым и Яхой Срамным. Спасён Бабинькой, но от пережитого страха ноги остались парализованными. Жил в лесной избушке с Бабинькой, там же остался и после её смерти. Обладает нечеловеческой физической силой (задушил голыми руками медведя; убил отряд преображенцев, будучи парализованным) и высоким уровнем интеллекта. Флегматичен и немногословен. Бесстрашен. Искусный механик. Сделал себе самодвижущееся кресло на колёсиках. Исцелился от паралича, когда Пётр Зеркалов столкнул с балкона Василису: чтобы спасти девушку, встал и побежал. Так сбылось предсказание Бабиньки, что Илья излечится от паралича, если испугается.
В духе постмодернизма, «Девятный Спас» содержит ряд отсылок к другим произведениям. Так, имена троих главных героев и отчасти их биографии напоминают о трёх богатырях: Добрыне Никитиче, Алёше Поповиче и Илье Муромце, соответственно.

### Бабинька
Жительница Аникеева. Уже в начале действия очень стара (по меркам XVII века); живёт одна, занимается врачеванием, и в деревне считается ведьмой. Выходила Илью. В молодости тайно вышла замуж, но молодой муж был убит молнией в ночь венчания.

## Параллели с романом Елены Чудиновой «Ларец»
Елена Чудинова обвинила издательство АСТ и тех, кто бы ни скрывался под именем Анатолия Брусникина, в заимствовании фабулы её романа «Ларец» (2003), первоначально выпущенного издательством православной литературы «Лепта» в 2004 году.
В фантастическом романе «Ларец» действие разворачивается в 1783—1784 гг., главными героинями являются три девочки (дворянка Нелли Сабурова, цыганка Катя и крестьянка-колдунья Параша), борьба ведётся за возвращение в дом Сабуровых ларца с их фамильными драгоценностями, а героини оказываются посвящёнными в тайну царского рода Рюриковичей, согласно сюжету имеющему тайную ветвь.
По словам писательницы, она вела в 2007 году переговоры с издательством АСТ об издании трилогии «Ларец», «Лилея» и «Декабрь без Рождества», где ей ответили, что «не видят перспектив» для темы XVIII века, но всё же они готовы ещё раз прочесть «Ларец» и «Лилею» и подумать, как это можно «правильно позиционировать».
|                                            | «Ларец»                                                                    | «Девятный Спас»                                                  |
| ------------------------------------------ | -------------------------------------------------------------------------- | ---------------------------------------------------------------- |
| время действия                             | Россия, XVIII век (екатерининские времена)                                 | Россия, конец XVII века — начало XVIII века (петровские времена) |
| главные герои                              | три подруги из разный сословий                                             | три друга из разный сословий                                     |
| травничество                               | девочка-крестьянка училась траволечению у бабки (своей)                    | мальчик-крестьянин учился траволечению у бабки (не своей)        |
| особый, значимый для повествования предмет | три подруги связаны с особым предметом (ларец с драгоценностями Сабуровых) | три друга связаны с особым предметом (икона Романовых);          |
| концепция автора                           | многие русские беды пошли по вине плохого царя — Ивана Грозного            | многие русские беды пошли по вине плохого царя — Петра Первого   |
| незаконнорождённый царский отпрыск         | царевич Георгий, сводный брат Ивана Грозного                               | Василиса, незаконная дочь царевны Софьи                          |
| языковая стилизация                        | частичная стилизация под язык описываемой эпохи                            | частичная стилизация под язык описываемой эпохи                  |

## Неточности
- В одном из эпизодов книги монах угощает героев семечками. Но подсолнечник был завезён в Россию только Петром I, и то как декоративное растение. В пищу семена подсолнуха стали употреблять гораздо позже, уже в XIX веке.
- В главе 1 части первой об отце Алексея Попова о. Викентии говорится, что он «постиг в совершенстве … греческий с латынью». Однако в главе 5 в разговоре с ректором «еллино-греческой академии» о. Дамаскином о. Викентий делает грубую ошибку в склонении прилагательного, когда говорит: «Corpus у него minimus» (правильно было бы «Corpus … minimum»). Кроме того, человек, знавший латынь в совершенстве, вряд ли стал бы так мешать латынь с русским, а сказал бы «Corpus habet minimum».
- В главе 1 части 3 говорится, что из-за забора «генерального двора Преображёнки» (Преображенского приказа) были видны «барабаны да башенки Преображенского дворца, где … проживал царевич Алексей». Однако Преображенский приказ находился на левом, высоком, берегу Яузы, а Преображенский дворец Алексея Михайловича, о котором идёт речь, — на низком правом берегу, и потому его строения не могли быть видны из-за забора приказа.
- В главе 3 части 3 Алексей Попов обращается к фон Мюльбаху «не на швабском, а на чистейшем немецком, каким при венском дворе говорят». При венском дворе говорили на австрийском диалекте немецкого, а не на «чистом немецком», если под последним иметь в виду Hochdeutsch. Возможно, впрочем, что это не ошибка, а отражение самомнения венского двора, считавшего именно себя культурным центром всего немецкоговорящего мира и смотревшего на прочих немцев свысока
- Там же описывается, как после дуэли с лейтенантом фон Мюльбахом Алексей Попов топит его тело в Яузе: «Большинство швабских немцев — католики, поэтому Алёша наскоро прочёл Te Deum». Однако Te Deum — пространная благодарственная молитва, не предназначенная для заупокойной службы. Читать благодарственную молитву католиков за успех на дуэли у Алексея оснований не было, как потому, что он вовсе не хотел убивать противника, так и потому, что и сам он был православным.
- Св. Димитрий Солунский назван в романе «архистратигом». Возможна путаница со св. Михаилом, почитаемым как архистратиг небесного воинства.

## Экранизации
В 2012 году вышла аудиокнига, текст читает Радик Мухаметзянов.